# إيغزر

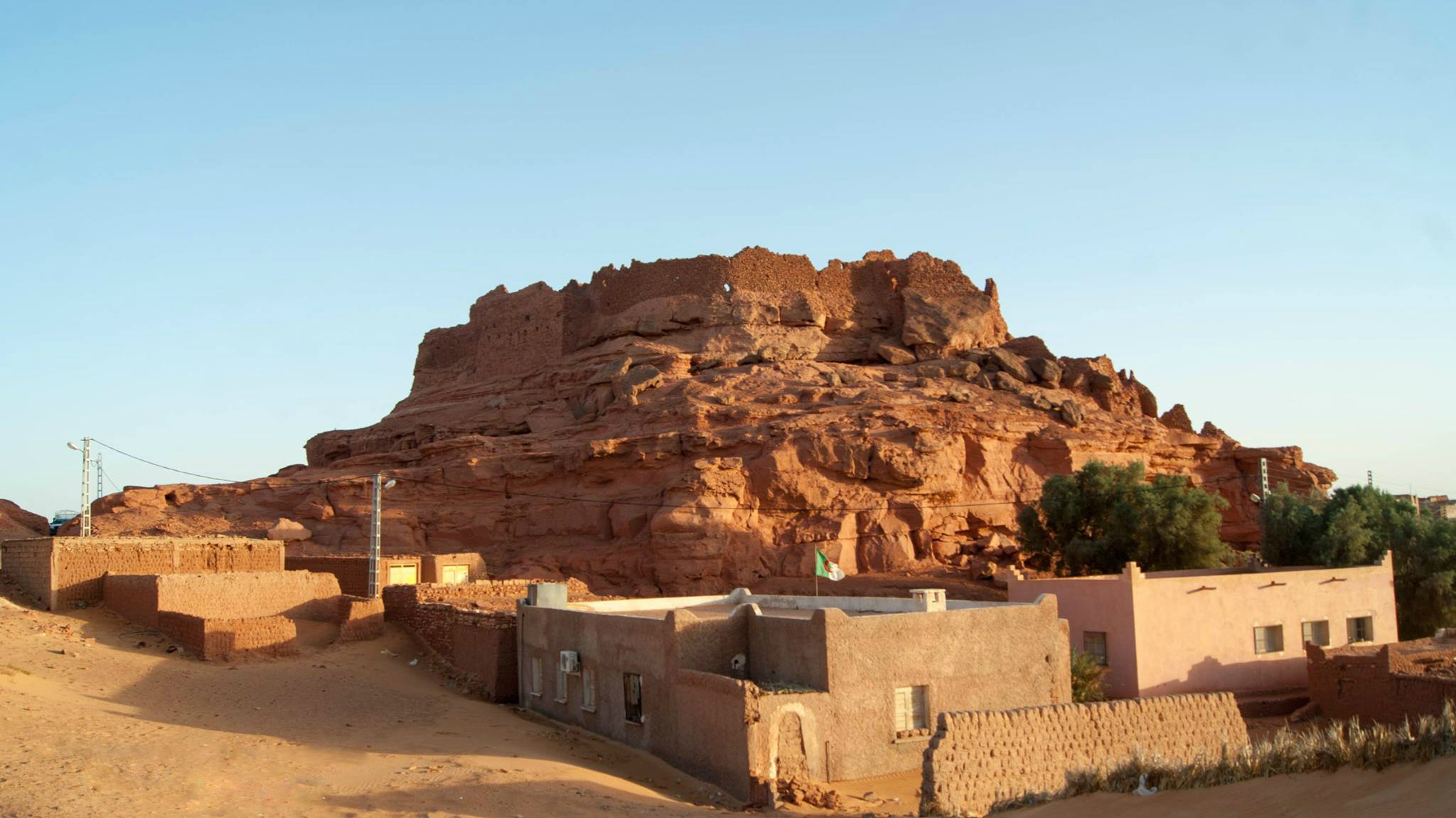
قصر إيغزر بأدرار

قصر إيغزر أو يغزر هو قصر من القصور المتواجدة ببلدية أولاد سعيد بإقليم قورارة بتيميمون بولاية أدرار في الجزائر.
يبعد القصر عن عاصمة الإقليم قورارة بتيميمون بـ 21 كم ويطل على سبخة تيميمون ويتوسط واحات النخيل.

## أصل التسمية
كان يسمى قديما «يغزر أو يغظر» وهو مصطلح زناتي يعني المكان المحفور أو المتدني كمجرى الواد أو النهر فواحات النخيل التابعة للقصر تقع في الأسفل وللوصول إلى القصر بجب المرور عبر منحدر يصل لـ 800 متر أين توجد القصور في الأعلى.

## التاريخ
تشير مختلف الروايات الشفهية لسكان المنطقة إلى أن قصر «إيغزر» شيد من طرف القبائل الزناتية التي استقرت خلال فترة قديمة بالمكان بعد تكوين النواة الرئيسية في أعلى المرتفع الصخري والتي يطلق عليها «دار الحاسي» بإعتبار أن الماء عنصر الحياة يبني عليه السكان استقرارهم ليتبعها إنجاز السور الخارجي الدفاعي للقصر مع تزويده بدعامات داخلية تزيد من متانته وتصديه لمختلف العوامل الطبيعية.

## الهندسة المعمارية
بني القصر على النمط العمراني التقليدي منذ قرون وبمواد بناء محلية تعتمد أساسا على الطين والرمل والحجارة ومكونات النخل من أخشاب وجريد متلائمة مع الطبيعة المناخية والجغرافية لإقليم قورارة، ولجأ السكان الأوائل في بناء هذه القصبة إلى استخدام الحجارة في أساسات الجدران ليتم رصها باستعمال الطين الممزوج بالرمل أو بالتبن لتستخدم أيضا في صنع قوالب الطوب التي تشيد بها الجدران.
كما يتم استخدام مادة الجير الممزوجة بالرمل لتكسية الأسطح بعد إنجاز السقف الخشبي وذلك لأهمية مادة الجير في تماسك التربة وتشكيل طبقة صلبة تمنع تسرب المياه إلى الأسفل من السطح الذي يزود بقنوات سطحية تسمى «القادوس» لصرف مياه سطح المبنى نحو الخارج على مسافة بعيدة عن دار المنزل تفاديا لتضرره وتصدعه.
و تعكس هذه الطرق التقليدية في البناء لمثل هذه القصبات المتواجدة في مختلف أقاليم ولاية أدرار عبقرية الإنسان الذي عمّر قديما بالمنطقة واستطاع بعبقريته التكيف مع طبيعة المنطقة وتطويع عناصرها ومكوناتها المختلفة حسب احتياجات نمط معيشته اليومي والذي مكنه من بعث الحياة في هذه الربوع الصحراوية القاحلة. والملفت للنظر في مثل هذه القصور هو بروز بعض الكهوف الصغيرة في جدران هذا القصر وهي كثيرة جدا تعرف محليا بـ «لخزانة» أو «المثمورة» لأنه يوضع فيها التمر والقمح ليخزن فيها لوقت الحاجة إليه.

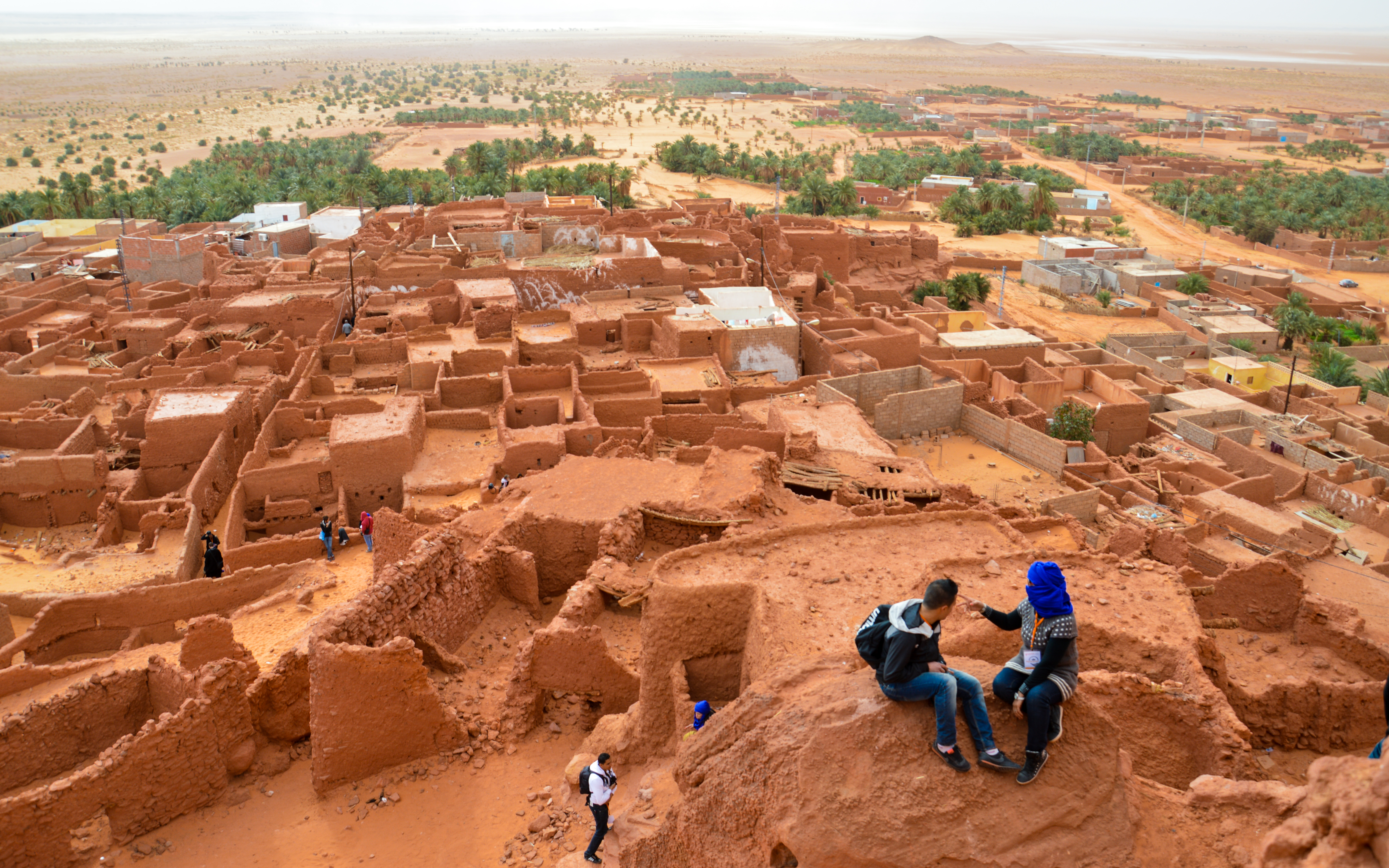

ويعتبر القصر فريدا من نوعه حيث عمد السكان الأوائل إلى تشييده على مرتفع صخري يتوسط التجمع السكاني والبساتين الواحاتية في خطوة وقائية تتيح لقاطنيه مراقبة مختلف التحركات والمخاطر المحيطة بالقصر نظرا للأوضاع الإجتماعية التي كانت غير مستقرة في تلك الحقب الماضية.
توجد تحت القصر الكبير مغارة عجيبة ممتدة مسافة 200 متر تقريبا.
كما يعلو هذا القصر الأثري الذي مازال يستقطب الوفود السياحية التي تحل بالمنطقة كونه مقصد سياحي هام برجا للمراقبة تم بناؤه بارتفاع زائد عن السور الدفاعي لإتاحة الفرصة لمراقبة مختلف التحركات من مسافات بعيدة تحسبا لأي هجوم قد تتعرض له هذه القصبة التي يتم دخولها عبر ممر متصاعد ومتلوي.
تنقسم قصبة «إيغزر» إلى عدة أقسام تشكل مختلف مرافقها الحيوية تحددها الممرات المؤدية إليها حيث تضم القسم الشرقي والقسم الغربي ودار الحاسي.و مع مرور الزمن واستشعار السكان بالإستقرار تم توسعة ممرات القصبة وزيادة عدد من المرافق حيث تم بناء مسجد ودار الضيافة التي حافظت على الطابع المعماري التقليدي للقصر سيما فيما تعلق بالجدران والمداخل الرئيسية.